# Corrole

La cobalamine contient un macrocycle corrine déprotoné.

Un corrole est un tétrapyrrole aromatique. Les composés de ce type sont des macrocycles de 19 atomes de carbone et quatre atomes d'azote, ces derniers étant inclus dans les cycles pyrrole. Les corroles sont structurellement très proches des porphyrines, qui sont plus régulières avec un atome de carbone de plus. Le noyau corrine de la vitamine B12 est un dérivé non aromatique de corrole.

## Préparation
Les corroles peuvent être obtenus en deux étapes. On commence par la condensation d'un benzaldéhyde avec un pyrrole. Le bilane (ou tétrapyrrane) obtenu est oxydé, ce qui conduit à sa cyclisation, généralement par le chloranil (en) C6Cl4O2 :

## Différences avec les porphyrines
Les corroles et les porphyrines ont plusieurs différences. Les premiers sont triprotiques tandis que les secondes sont diprotiques. La charge électrique triplement négative du ligand fait des métallocorolles des complexes à valence élevée. Ce sont souvent des ligands non innocents, avec un corrole sous forme de dianion-radical. Les porphyrines ont par ailleurs une cavité de chélation plus grande que celle des corroles.

## Complexes
Les corroles peuvent complexer une grande variété de métaux de transition,, d'éléments du groupe principal, de lanthanides et d'actinides avec le radical neutre diprotoné. Par ailleurs, les corroles et leurs complexes métalliques ont des applications intéressantes en imagerie pour la détection des tumeurs, la détection de l'oxygène, la prévention des maladies cardiovasculaires, comme agents de transfert oxo O2−, imido NH2− et nitrido N3− en synthèse chimique, comme catalyseurs pour la réduction catalytique de l'oxygène O2 en eau H2O, et pour la production d'hydrogène H2 à partir d'eau en conditions aérobies.
Des particules protéine-corrole ont fait l'objet d'études pour des applications potentielles en théranostique pour cibler des tumeurs.